# 용문중학교 (경기)
용문중학교(龍門中學校)는 대한민국 경기도 양평군 용문면 마룡리에 있는 사립 중학교이다.

## 학교 연혁
- 1954년 2월 18일 : 용문학원 설립
- 1954년 3월 10일 : 초대 교장 서재철 선생 취임
- 1956년 3월 2일 : 용문중학교 제1회 졸업 (60명)
- 1957년 2월 26일 : 재단법인 용문학원 설립 인가, 초대 이사장 양재충 선생 취임
- 1957년 5월 4일 : 용문중학교 설립 인가
- 1974년 3월 13일 : 용문중학교 18학급 증설 인가
- 2004년 3월 1일 : 특수학급 증설 인가
- 2006년 5월 3일 : 제4대 이사장 박용웅 선생 취임
- 2020년 3월 2일 : 제13대 교장 조성곤 선생 취임
- 2021년 1월 9일 : 제66회 (132)명 졸업 (총 졸업생수 12,552명 남자 6,977명, 여 5,575명)
- 2021년 3월 2일 : 신입생 입학 (122명)

## 참고 자료
- 용문중학교 - 한국교육학술정보원 학교알리미